# Guilhem de Mur
Guilhem de Mur ou Murs est un troubadour de langue d'oc originaire de Mur-de-Barrez, dans le Rouergue. De son œuvre nous sont parvenus un sirventes et sept tençons,.
Contemporain de Giraud Riquier, il fréquenta comme lui la Cour de Rodez.